# An Lộc, Đồng Nai
An Lộc là một phường thuộc tỉnh Đồng Nai, Việt Nam.

## Địa lý
Phường An Lộc có vị trí địa lý:
- Phía đông giáp xã Tân Hưng.
- Phía đông nam giáp xã Tân Quan.
- Phía tây giáp xã Lộc Thành.
- Phía tây nam giáp xã Minh Đức.
- Phía nam giáp phường Bình Long.
- Phía bắc giáp xã Lộc Hưng.

Phường An Lộc có diện tích 88,74 km², dân số năm 2025 là 35.531 người, mật độ dân số đạt 400 người/km².

## Lịch sử
Ngày 16 tháng 6 năm 2025, Ủy ban Thường vụ Quốc hội ban hành Nghị quyết số 1662/NQ-UBTVQH15 về việc sắp xếp các đơn vị hành chính cấp xã của tỉnh Đồng Nai năm 2025. Theo đó, sắp xếp toàn bộ diện tích tự nhiên, quy mô dân số của phường Phú Thịnh và các xã Thanh Phú, Thanh Lương thành phường mới có tên gọi là phường An Lộc.
Sau khi sáp nhập, phường An Lộc có 88,74 km² diện tích tự nhiên và dân số 35.531 người.